# Es Marroig
Es Marroig és una petita possessió del terme municipal de Llucmajor, Mallorca, situada entre el Camp de sa Batalla, Son Pere Negre, Son Perdiuet i Can Cura. Fins al segle xviii fou denominada es Mas Roig i després es Marroig. Es troba documentada el 1307. El 1368 pertanyia a Bernat Masroig. El 1637 era dividida en diverses propietats les quals seguiren subdividint-se en els segles posteriors.

## Construccions
La casa de possessió es troba constituïda per un únic bloc en el qual hom troba l'habitatge humà i dependències agropecuàries. L'habitatge és de dues crugies i té dues altures: planta baixa i porxo. La façana principal s'orienta al migjorn, i té les obertures disposades de forma simètrica. La planta baixa consta de dos portals, el principal és d'arc de mig punt amb dovelles i carcanyols, i l'altre és allindanat. Entre ambdós hi ha un contrafort, un finestró atrompetat sobre l'empremta d'una finestra cegada, i tres finestres allindanades, dues d'elles amb ampit. El porxo presenta tres finestres allindanades amb ampit motllurat, una espitllera i una finestra apaïsada. Com a instal·lacions hidràuliques destaca una cisterna al davant de la façana principal de l'habitatge.